# Ruisseau (caniveau)
Pour les articles homonymes, voir Ruisseau.

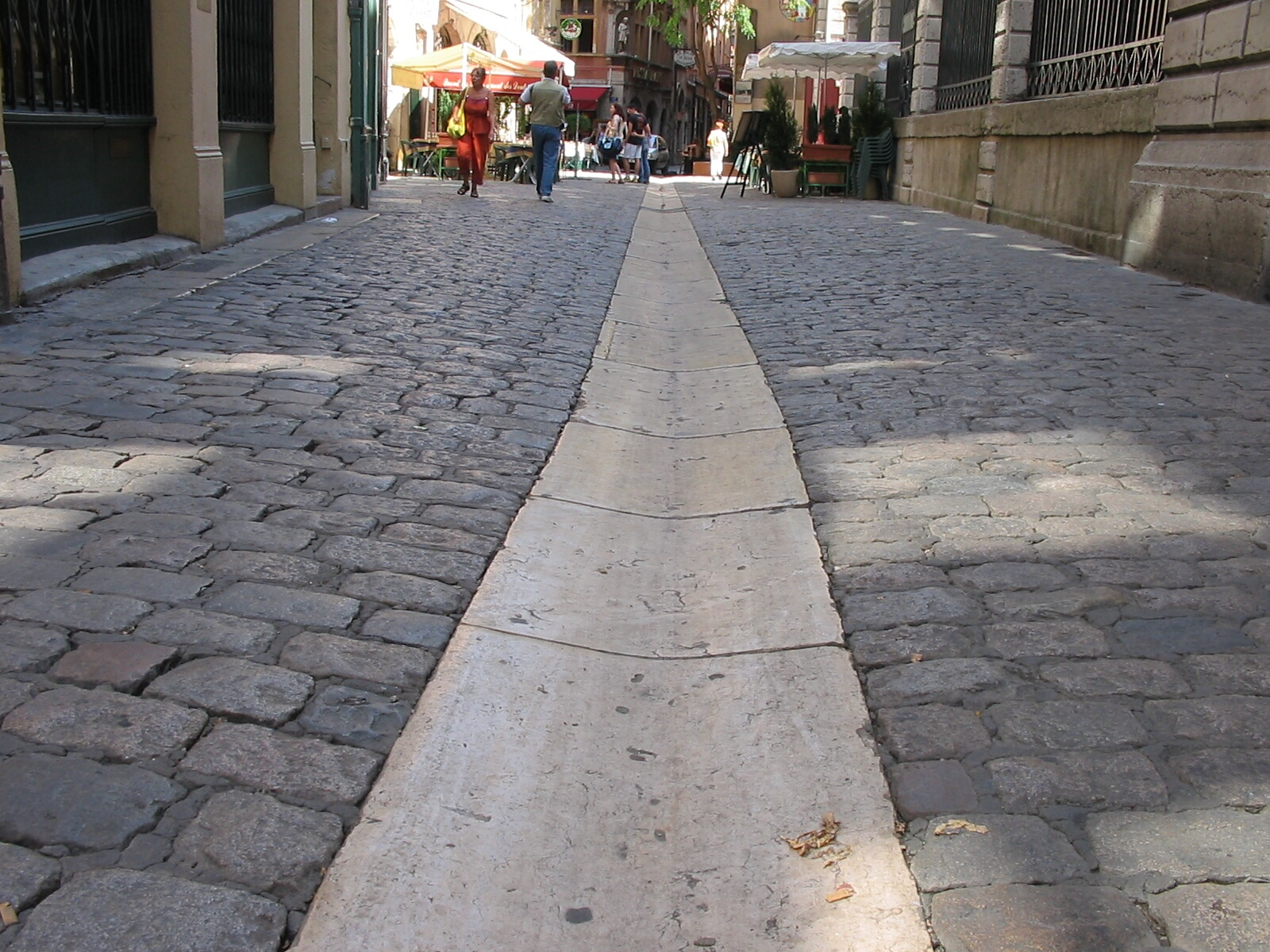
Ruisseau dans le Vieux Lyon

Le ruisseau est un caniveau placé au milieu de la chaussée, à la rencontre de deux revers de façade et où coule un fil d'eau. Le ruisseau recueille les eaux de ruissellement. Lorsque la chaussée est large, il y a deux ruisseaux, entre lesquels se situe une partie destinée plus particulièrement aux véhicules.
Lors de la création des trottoirs, les ruisseaux ont été remplacés le plus souvent par les caniveaux.
Le débit d'eau est variable dans les caniveaux, ils font ce que l'on appelle le courant de l'eau représenté mathématiquement par les traits obliques.